# Угрюмов, Алексей Петрович
Алексе́й Петро́вич Угрю́мов (6 января 1859 — 14 декабря 1937) — русский морской офицер, вице-адмирал (1915).

## Биография
Родился 
В 1880 году окончил Морской кадетский корпус с присвоением чина мичмана. В 1885 году произведен в чин лейтенанта. В 1891 году окончил Минный офицерский класс и зачислен в минные офицеры 1-го разряда.
В 1892 году предложил способ постановки мин заграждения с помощью рельс, уложенных на палубы кораблей.
В 1893 годах награждён кавалерским крестом французского ордена Почётного Легиона. В 1896 году награждён серебряной медалью «В память царствования Императора Александра III». 6 декабря 1898 года награждён орденом Св. Станислава 2-й степени. В 1899 году награждён болгарским орденом Св. Александра 4-й степени.
6 декабря 1899 года произведён в чин капитана 2-го ранга. В 1900—1901 годах старший офицер мореходной канонерской лодки «Кубанец».
В 1902 году старший офицер крейсера «Очаков». В 1902 году окончил курс военно-морских наук при Николаевской морской академии.
В 1902—1903 годах командовал миноносцем № 86 и миноносцем «Строгий».
В 1903 году награждён орденом Св. Владимира 4-й степени с бантом за двадцать компании.
В 1903—1904 годах заведующий обучающимися в учебном отряде Черноморского флота.
Участник русско-японской войны 1904—1905: в 1904 флаг-капитан штаба командующего 1-й эскадрой флота Тихого океана, затем командир крейсера 1-го ранга «Россия», в 1905 — командир крейсера 1-го ранга «Громобой», затем транспорта «Монгугай».
6 июня 1904 года награждён орденом Св. Анны 2-й степени с мечами. В 1905—1906 годах командовал посыльным судном «Алмаз».
В 1906 году награждён серебряной медалью в память войны с Японией 1904—1905 годах.
В 1906—1908 годах командовал крейсером I ранга «Паллада». В 1908—1910 годах командовал броненосным крейсером «Рюрик».
В 1909 году награждён офицерским крестом французского ордена Почётного легиона.
В 1910 году награждён орденом Св. Владимира 3-й степени и черногорским орденом князя Даниила I 2-й степени.
В 1911 году награждён черногорской медалью «За храбрость». В 1911—1913 годах — помощник начальника Морского Генерального Штаба. В 1912 году награждён Большим офицерским крестом французского ордена Чёрной звезды.
В 1913 году награждён светло-бронзовой медалью в память 300-летия Царствования дома Романовых.
6 декабря 1913 года произведён в чин контр-адмирала. 22 июля 1913 года назначен вице-председателем временного Морского крепостного совета Морской крепости императора Петра Великого.
В 1914 году награждён орденом Св. Станислава 1-й степени.
В 1915 году награждён светло-бронзовой медалью в память 200-летия Гангутского сражения и светло-бронзовой медалью за труды по отличному выполнению всеобщей мобилизации 1914 года.
С 1 июня 1915 года начальник Главного управления кораблестроения. Одновременно член Совещания по судостроению (с 28 июня 1915 года), член от Морского министерства в Совете Добровольного флота (с 5.1.1915). 1 июня 1915 года произведён в чин вице-адмирала «за отлично-ревностную службу и особые требования по обстоятельствам войны» 6 декабря 1915 года награждён орденом Св. Анны 1-й степени.
В 1916 году награждён командорским крестом ордена Почётного легиона.
27 июня 1916 года освобождён от должности и в июле назначен главноначальствующим Архангельска и Беломорского водного района (с правами командующего неотдельной армией).
10 ноября 1916 года заменен Л. Б. Кербером и назначен председателем Совещания по морским перевозкам.
После Октябрьской революции эмигрировал во Францию.
Был женат на Софье Николаевне Кавериной (1862—1946).
Умер 14 декабря 1937 года; похоронен на кладбище Сент-Женевьев-де-Буа.